# Villars-sur-Var
Villars-sur-Var (okzitanisch Vilar de Var, italienisch Villar del Varo) ist eine französische Gemeinde im Département Alpes-Maritimes in der Region Provence-Alpes-Côte d’Azur. Sie gehört zum Kanton Vence im Arrondissement Nizza. Die Bewohner nennen sich die Villarois.

## Geographie
Der Dorfkern befindet sich in den Seealpen auf der linken Seite des Flusses Var und ist durch die Départementsstraßen D26 und D226 an das überregionale Straßennetz angeschlossen. Letztere zweigt im Dorfzentrum von ersterer ab. Ein Teil der Gemeindegemarkung liegt rechts des Flusses. In dessen Tal verläuft die Fernstraße D6202, genannt Grand Alpes Road oder Route des Alpes. Die angrenzenden Gemeinden sind
- Ilonse im Norden,
- Bairols (Berührungspunkt) im Nordosten,
- Massoins im Osten,
- Malaussène im Südosten,
- Pierrefeu im Süden,
- Ascros im Südwesten,
- Touët-sur-Var und Thiéry im Westen.

## Bevölkerungsentwicklung
| Jahr      | 1962 | 1968 | 1975 | 1982 | 1990 | 1999 | 2006 | 2011 | 2018 |
| --------- | ---- | ---- | ---- | ---- | ---- | ---- | ---- | ---- | ---- |
| Einwohner | 394  | 491  | 383  | 465  | 507  | 553  | 646  | 671  | 769  |

## Sehenswürdigkeiten
Siehe: Liste der Monuments historiques in Villars-sur-Var

## Verkehr

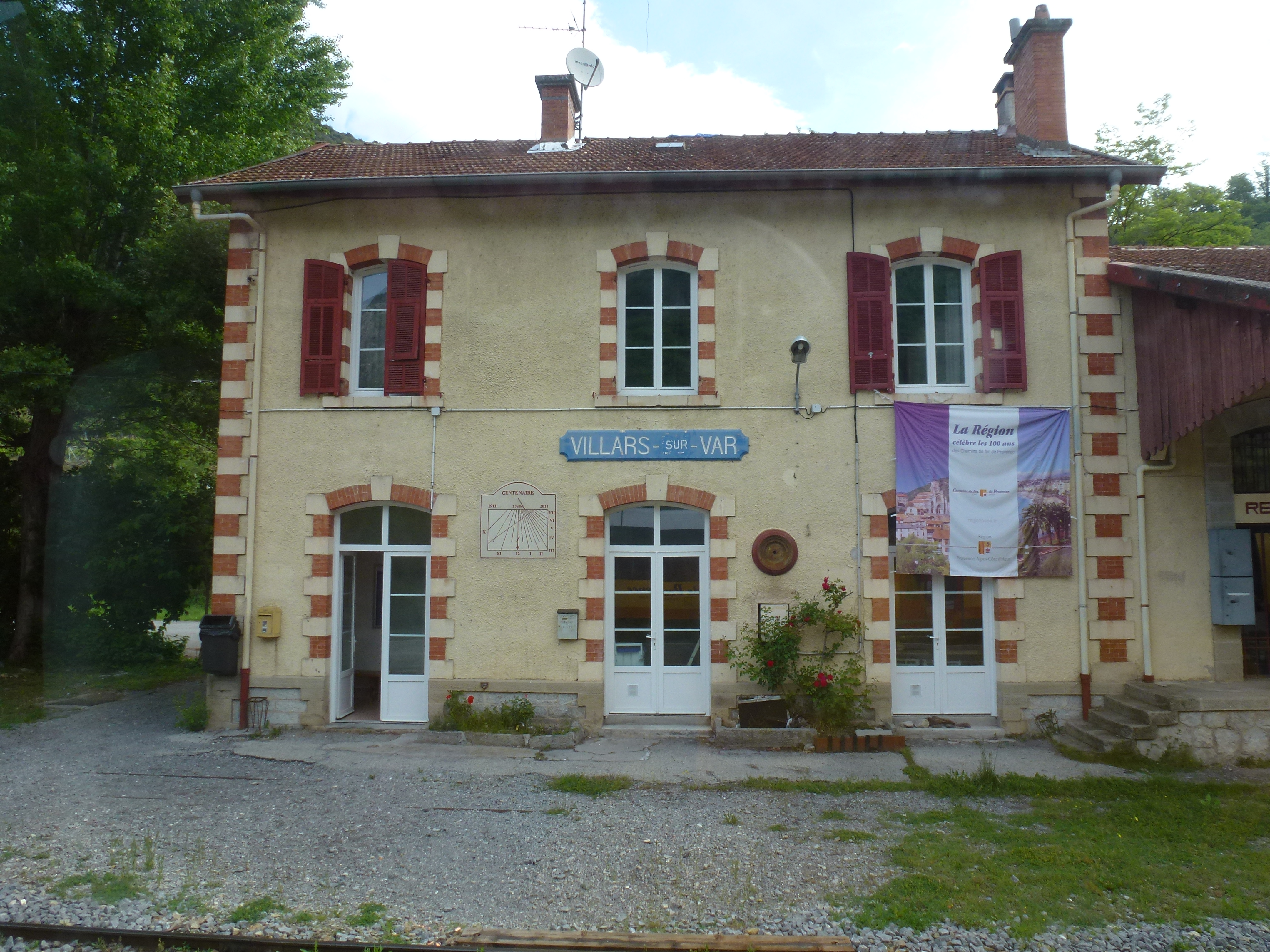
Empfangsgebäude des Bahnhofs

Villars-sur-Var hat einen Bahnhof an der Bahnstrecke Nizza–Digne-les-Bains. Der entsprechende Abschnitt der meterspurigen Schmalspurbahn wurde von der Compagnie des chemins de fer du Sud de la France gebaut und 1892 eröffnet.  Betreiber der Strecke der ehemaligen Chemins de fer de Provence ist die Région Provence-Alpes-Côte d’Azur.
Durch die Gemeinde verläuft die Departementsstraße D 6202.

## Sonstiges
Im Juni 2022 kam Villars-sur-Var in die Schlagzeilen, weil die Gemeinde aufgrund der anhaltenden Trockenheit die Entnahme von Wasser aus den Wasserhähnen zum Trinken, Kochen und Zähneputzen untersagte.